# 한난시
한난시(일본어: 阪南市)는 일본 오사카부 최남단에 있는 시이다. 1991년 10월 1일에 설치되었다.

## 지리
오사카부 센슈 지역의 남서쪽에 위치하고, 오사카시 중심부에서 45km, 와카야마시 중심부에서 10km 거리에 있다. 난카이 전기 철도 난카이 본선이 동서로 관통한다.

## 역사
- 1896년 4월 1일 - 센난군이 성립하였다.
- 1972년 10월 20일 - 난카이정, 히가시돗토리정, 오자키정과 센난군 한난정이 성립하였다.
- 1991년 10월 1일 - 오사카부에서 36번째로 시로 승격해 한난시가 되었다. 오사카부에서 가장 최근에 생겨난 시이다.

## 교통

### 철도
- 난카이 전기 철도 본선
- 서일본 여객철도 한와선

### 도로
- 한와 자동차도
- 국도 26호선

## 인구
| 연도 | 인구   | ±%     |
| ---- | ------ | ------ |
| 1920 | 9,842  | —      |
| 1930 | 11,901 | +20.9% |
| 1940 | 13,494 | +13.4% |
| 1950 | 16,792 | +24.4% |
| 1960 | 21,067 | +25.5% |
| 1970 | 28,322 | +34.4% |
| 1980 | 42,612 | +50.5% |
| 1990 | 54,073 | +26.9% |
| 2000 | 58,193 | +7.6%  |
| 2010 | 56,663 | −2.6%  |